# Regno di Jimma
Il Regno di Jimma fu uno dei regni situato nella regione di Gibe in Etiopia emerso nel XIX secolo. Confinava a ovest con il regno di Limmu-Ennarea, e a est con quello sidama di Janjero, mentre a sud era separato dal regno di Kaffa per via del fiume Gojeb. Jimme era considerato il regno più forte tra i regni di Gibe in termini militari.

## Economia

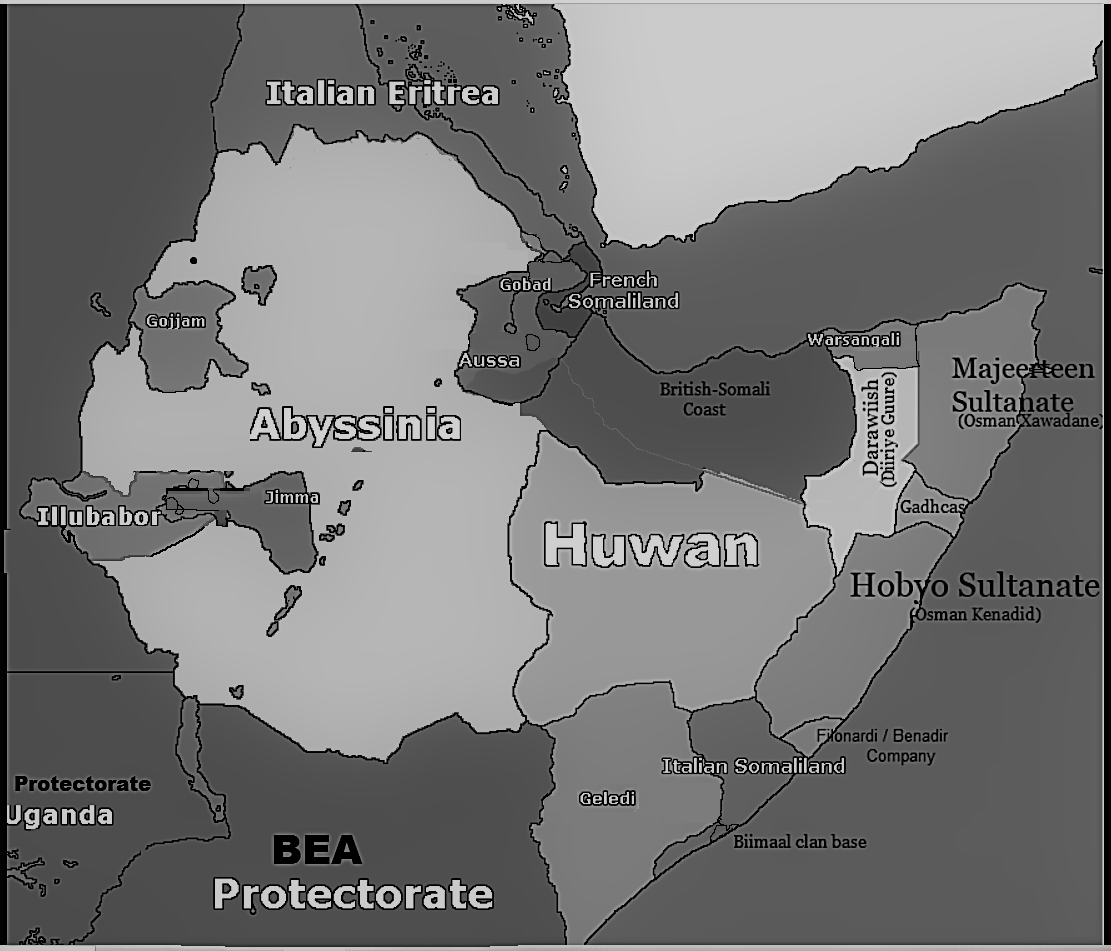

Nel regno di Jimme, i talleri di Maria Teresa (MT) erano, come nel resto dell'Etiopia, usati come valuta, insieme a pezzi di sale chiamati amoleh, fino al regno dell'imperatore Menelik II.
Il caffè (Coffea arabica) divenne una grande piantagione commerciale nel regno solo durante il regno di Abba Jifar II. Altra fonte d'introiti era l'estrazione di olio dalle civette, che si usava per fare i profumi.